# Turnau (Steiermark)
Turnau ist eine Marktgemeinde mit 1538 Einwohnern (Stand 1. Jänner 2024) in der Steiermark, Gerichtsbezirk Bruck an der Mur und im politischen Bezirk Bruck-Mürzzuschlag, am Fuße des Hochschwabs. Die Gemeinde erstreckt sich auf 134,10 km².

## Geografie
Turnau liegt am nordöstlichen Ende des Aflenzer Beckens, einem Teil der Norischen Senke. In die Bezirkshauptstadt Bruck an der Mur sind es rund 17 km.

### Gemeindegliederung
Die Marktgemeinde besteht aus folgenden Katastralgemeinden (Fläche Stand 31. Dezember 2023):
- Göriach (1.420,05 ha)
- Seewiesen (4.019,83 ha)
- Stübming (6.355,19 ha)
- Thal (1.214,06 ha)
- Turnau (399,9 ha)

Das Gemeindegebiet umfasst folgende sechs Ortschaften (Einwohner Stand 1. Jänner 2024):
- Au bei Turnau (131 Ew., Seehöhe 778 m)
- Göriach (266 Ew., 797 m)
- Seewiesen (49 Ew., 974 m)
- Stübming (117 Ew., 860 m)
- Thal (37 Ew.)
- Turnau (938 Ew., 755 m)

### Nachbargemeinden
Von Norden ausgehend im Uhrzeigersinn:
- Mariazell
- Sankt Barbara im Mürztal
- Kindberg
- Sankt Lorenzen im Mürztal
- Kapfenberg
- Thörl
- Aflenz

(alle liegen im Bezirk Bruck-Mürzzuschlag)

## Geschichte
Der Ort Turnau selbst scheint zum ersten Male in einer Urkunde aus dem Jahre 1268 auf. Der Befund an der Kirchenmauer ergibt, dass die katholische Pfarrkirche „Hl. Jakob der Ältere“ mindestens im 14. Jahrhundert entstanden ist. Erst nach mehreren Jahrhunderten erhielt die Kirche ihre Selbständigkeit. Seit 1959 untersteht die Pfarre Turnau dem Diözesanbischof von Graz-Seckau.
Mit 13. Juli 1850 wurde Turnau eine selbstständige Gemeinde, seit 1960 ist man Marktgemeinde.
Im Rahmen der Gemeindestrukturreform der Steiermark 2010–2015 blieb die Gemeinde eigenständig, zuvor wurde auch eine Fusion mit den sicher zusammengehenden Aflenz Kurort und Aflenz Land angedacht. Zur Diskussion stand auch eine weitergehende Fusion mit St. Ilgen/Etmißl/Thörl (6er-Lösung).

## Kultur und Sehenswürdigkeiten

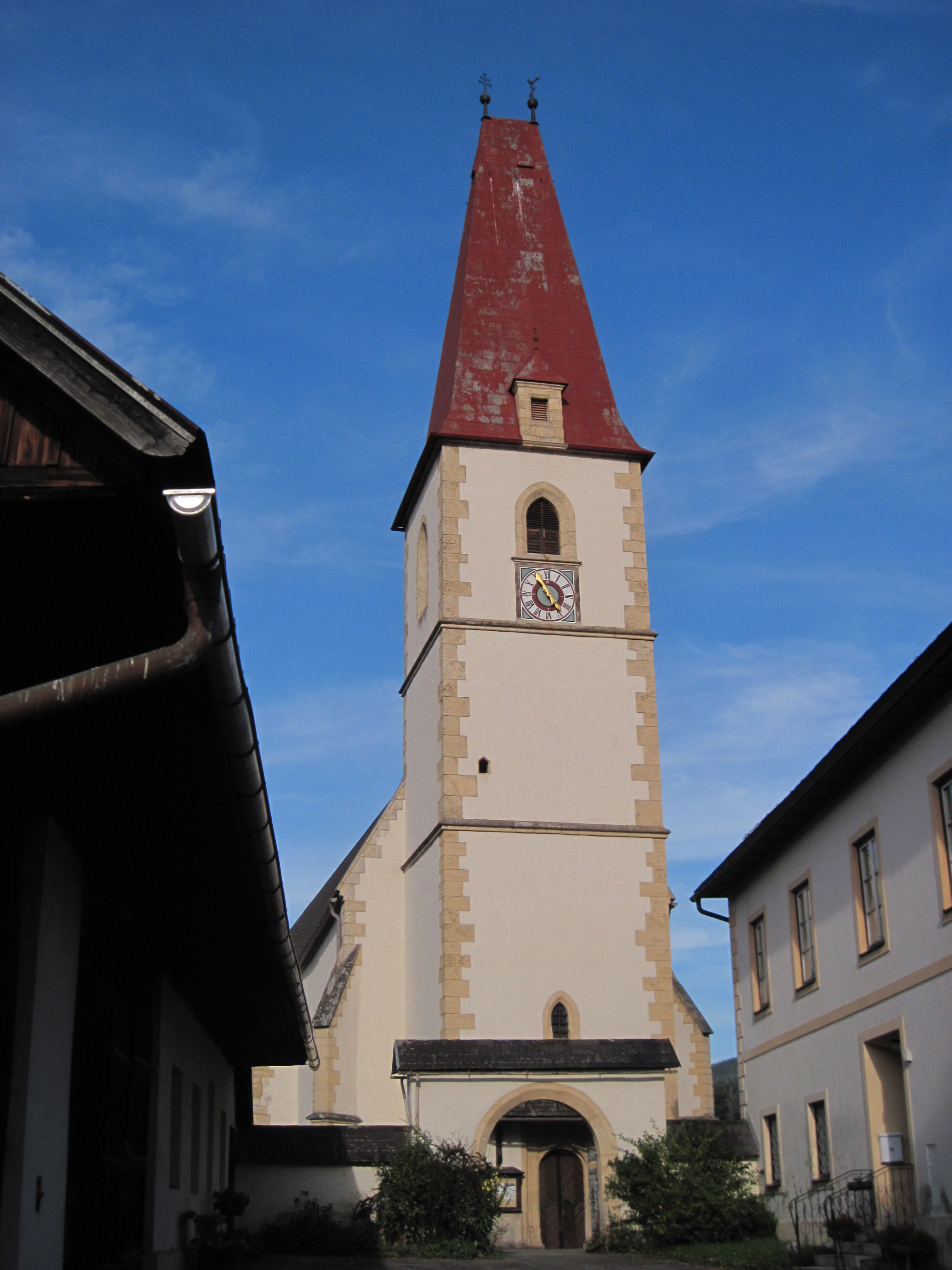
Pfarrkirche Turnau

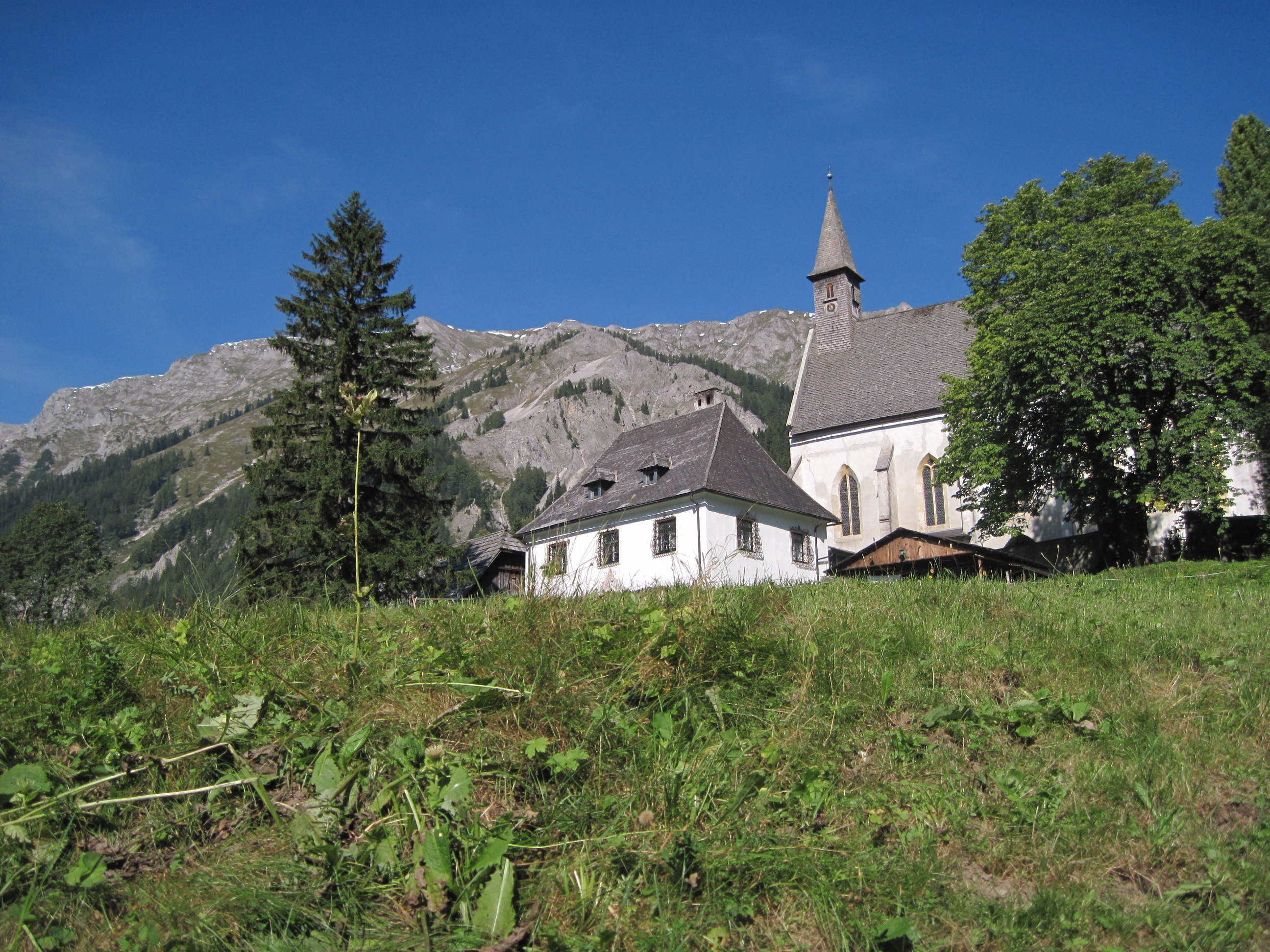
Filialkirche Seewiesen und Pfarrhof

- Katholische Pfarrkirche Turnau hl. Jakobus der Ältere
- Katholische Filialkirche Seewiesen mit Pfarrhof

## Wirtschaft und Infrastruktur
Im Jahr 2010 gab es in Turnau 79 land- und forstwirtschaftliche Betriebe, davon 37 Haupterwerbsbetriebe. Im sekundären Wirtschaftssektor boten 12 Betriebe 39 Menschen Arbeit, zumeist bei der Herstellung von Waren, aber auch im Bau. Der tertiäre Wirtschaftssektor beschtäftigte 237 Personen, hauptsächlich in sozialen und öffentlichen Diensten, bei Beherbergung und Gastronomie, sowie in Verkehr und Handel.

### Tourismus
Die Anzahl der jährlichen Übernachtungen hat in den zehn Jahren von 2008 bis 2017 um über vierzig Prozent von 19.540 auf 11.246 abgenommen. Im Jahresverlauf zeigen die Übernachtungen eine Spitze in den Sommermonaten Juli und August und ein kleines Hoch in den Wintermonaten Dezember, Jänner und Februar.
Durch das Gemeindegebiet verlaufen der Nordalpenweg sowie der Nord-Süd-Weitwanderweg, diese sind Teil der Europäischen Fernwanderwege E4 und E6. Dem Kreuzungspunkt dieser Wege ist auf dem Seebergsattel ein Denkmal gewidmet.

### Verkehr
Etwa 1,5 km westlich des Ortszentrums liegt der Flugplatz Lanzen-Turnau.

### Bildung
In der Marktgemeinde befinden sich ein Kindergarten und eine Volksschule.

### Gesundheit und Pflege
In Turnau praktiziert ein Arzt für Allgemeinmedizin, der eine Hausapotheke führt. Die Caritas der Diözese Graz-Seckau betreibt in Turnau ein Senioren- und Pflegewohnhaus.

## Politik

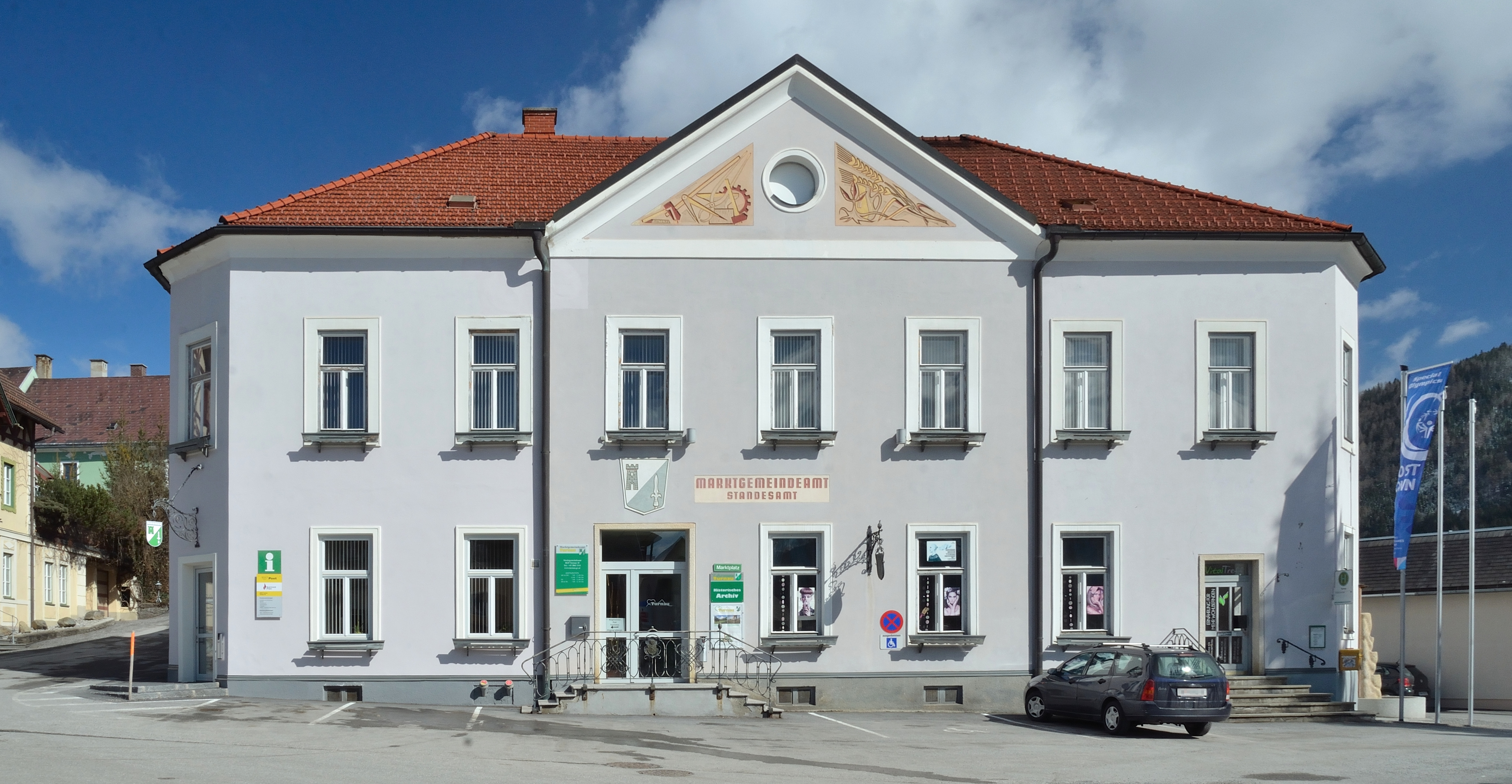
Gemeindeamt

### Gemeinderat
Der Gemeinderat hat 15 Mitglieder.
- Nach den Gemeinderatswahlen in der Steiermark 2000 hatte der Gemeinderat folgende Verteilung: 7 ÖVP, 5 SPÖ und 3 FPÖ.
- Nach den Gemeinderatswahlen in der Steiermark 2005 hatte der Gemeinderat folgende Verteilung: 6 SPÖ, 5 ÖVP und 4 FPÖ.[12]
- Nach den Gemeinderatswahlen in der Steiermark 2010 hatte der Gemeinderat folgende Verteilung: 6 SPÖ, 6 ÖVP und 3 FPÖ.[13]
- Nach den Gemeinderatswahlen in der Steiermark 2015 hatte der Gemeinderat folgende Verteilung: 7 SPÖ, 7 ÖVP und 1 FPÖ.[14]
- Nach den Gemeinderatswahlen in der Steiermark 2020 hat der Gemeinderat folgende Verteilung: 13 SPÖ und 2 ÖVP.[15]

### Bürgermeister
- 1945–1961 Willibald Meichenitsch (SPÖ)[16]
- 1961–1964 Hans Kaiser (SPÖ)
- 1964–1965 Karl Tremmel (SPÖ)
- 1965–1966 Hans Kaiser (Wirtschaftsliste)
- 1966–1985 Karl Payer (Wirtschaftsliste)
- 1985–1996 Hubert Höbel (ÖVP)
- 1996–2000 Hannes Putzgruber (ÖVP)
- 2000–2002 Alexander Maier (FPÖ)
- 2002–2005 Andreas Höfler (SPÖ)
- 2005–2012 Alexander Maier (FPÖ)[17]
- 2012–2015 Roland Schadl (ÖVP)[18][19]
- seit 2015 Stefan Hofer (SPÖ)[20]

### Regionalpolitik
Turnau ist Mitglied in der 2. Dezember 2009 gegründeten Regionext-Kleinregion Hochschwab Süd, und in der LEADER-Region Mariazellerland–Mürztal.

## Persönlichkeiten

### Ehrenbürger der Gemeinde
- 1979: Friedrich Niederl (1920–2012), Landeshauptmann
- 1994: Hubert Höbel, Bürgermeister von Turnau 1985–1996
- 2002: Peter Kuchler (1931–2023)[23], Pfarrer von Turnau und Seewiesen[24]
- 2018: Franz Kroißenbrunner, Arzt in Turnau seit 1983[25]
- 2018: Erika Koller, Unternehmerin
- 2019: Helmut Dettenweitz († 2020), Unternehmer[26]
- 2020: Erika Breidler († 2021), Volksschuldirektorin in Turnau 1967–1988[27]

### Söhne und Töchter der Gemeinde
- Franz Schöberl (1845–1908), Architekt
- Konstantin Kammerhofer (1899–1958), Politiker (Steirischer Heimatschutz, NSDAP), SS-Gruppenführer
- Heinz Reitbauer sen. (* 1941), Gastronom

### Mit der Gemeinde verbundene Persönlichkeiten
- Stefan Hofer (* 1986), Politiker
- Peter Klein (* 1953), Journalist und Hörfunkredakteur
- Heinz Reitbauer (* 1970), Koch
- Guenther Steiner (* 1973), Politikwissenschaftler, Historiker und Fachautor